# محمد بورنان (سياسي)
محمد بورنان (1878م-1950م) هو رجل سياسي جزائري من مواليد بلدية الثنية الجزائر

## النشأة
كانت ولادة محمد بورنان في سنة 1878م الموافقة لعام 1285هـ من زواج والده الوناس بورنان في قرية قدارة جنوب مدينة الثنية.
وبعد أن درس القرآن الكريم ومبادئ اللغة العربية والفقه المالكي في زاوية سيدي بوسحاقي ضمن قرية ثالة أوفلا (الصومعة)، انتقل محمد بورنان إلى زاوية أولاد بومرداس في بلدية تيجلابين من أجل استكمال تكوينه العلمي والديني ضمن الطريقة الرحمانية.

## المسار السياسي
تم انتخاب محمد بورنان كمندوب بلدي في عمالة الجزائر خلال الانتخابات البلدية في شهر جويلية 1930م.
وكان أخوه أحمد بورنان قد تم انتخابه مندوبا عن الثنية في العهدة السابقة أثناء انتخابات 5 ماي 1925م.
وتمت إعادة انتخاب محمد بورنان، بعد انقضاء عهدة انتداب أولى من خمس سنوات من 1930م إلى 1935م، كمندوب بلدي في عمالة الجزائر خلال الانتخابات البلدية في شهر ماي 1935م.
إلا أن اندلاع الحرب العالمية الثانية في سنة 1939م أدى إلى إلغاء نظام الانتداب المدني البلدي وتعويضه بـحكم عسكري مركزي في الجزائر مستقل عن فرنسا الفيشية.
ومن بين مزايا المشاركة السياسية في الهيئات الانتخابية الفرنسية حصول محمد بورنان على بيت أرضي في مدينة الثنية في وسط مستوطنة مينيرفيل Ménerville الخاصة بالأوروبيين.
كما تم منحه دكانا يطل على الشارع الرئيسي، المسمى حاليا نهج العقيد أمحمد بوقرة، لاستغلاله كمقهى موريسكي.
واستفاد مع أخويه أحمد بورنان وعلي بورنان من قطعة أرضية قوامها حوالي 40 هكتارا من أراضي أجداده التي استحوذت عليها إدارة الاحتلال الفرنسي، وذلك إلى الجنوب من سكة الحديد وملعب الحجرة قرب «مقبرة الغربة».
وقد سمح هذا التغلغل في النسيج الاجتماعي الحضري باستقدام الكثير من بني عمومته في قرى عرش آيث عيشة للسكن في وسط الأوروبيين والمتاجرة معهم والاشتغال عندهم، بما سمح بتسجيل أبنائهم في المدارس الابتدائية لنيل التعليم الأساسي.

## الاستقالة في 1937م
قام محمد بورنان بالاستقالة خلال عام 1937م من منصبه كمندوب بلدي في عمالة الجزائر خلال الانتخابات البلدية بعد سنتين من ظهور نتائج شهر ماي 1935م.
وكانت استقالته خلال شهر أكتوبر 1937م رفقة المندوبين سالم آنو، ومحمد بويسري، ومحمد فزاز.
وكان هؤلاء المندوبون البلديون منضوين تحت مظلة نقابة فدرالية المنتخبين المسلمين في عمالة الجزائر (بالفرنسية:  Fédération des élus musulmans du département d'Alger)‏.
وكانت موجة الاستقالات قد انطلقت بتاريخ 28 جويلية 1937م بقيادة الطبيب محمد الصالح بن جلول الذي هو من أقارب الإمام عبد الحميد بن باديس.
وكان عدد المندوبين المسلمين المستقيلين قد بلغ 3 600 مندوبا ما بين شهري أوت وسبتمبر 1937م بدعم من جمعية العلماء المسلمين الجزائريين.

## دعم المجندين الجزائريين في الحرب العالمية الثانية
شارك محمد بورنان بعد اندلاع الحرب العالمية الثانية بتاريخ 1 سبتمبر 1939م في تسيير شؤون منطقة الثنية.
وباعتباره مندوبا بلديا في عمالة الجزائر بعد الانتخابات البلدية في شهر ماي 1935م، فإنه كان يحضر اجتماعات بلدية الثنية مع القائد محمد دريش وشيخ الفرقة محمد الصغير بوسحاقي، بالإضافة للمندوبين محمد بويسري وكذلك سالم آنو.
وكان المندوب محمد بورنان يساهم في جمع الأموال والمؤونة لمساعدة عائلات الشباب الجزائريين الذين تم تجنيدهم من طرف الجيش الفرنسي في جبهات القتال داخل أوروبا.

## نزع الملكية للمنفعة العامة
خضعت بعض أملاك أخ محمد بورنان المدعو علي بورنان لعملية نزع الملكية للمنفعة العامة بعد اندلاع الحرب العالمية الثانية بتاريخ 23 أوت 1940م.
وجاء هذا النزع من أجل تغيير مسار الطريق الوطني رقم 5 بين مدينتي تيجلابين والثنية غير بعيد عن حي اللوز ما بين النقطة الكيلومترية [الفرنسية] 47 + 900 متر والنقطة الكيلومترية [الفرنسية] 57 + 220 متر على طول قدره 9.32 كـم (5.79 ميل).
وتمثلت هذه العملية في إنجاز قرار حكومي فرنسي مؤرخ في 26 أفريل 1939م تأخر تفعيله من طرف والي الجزائر بسبب ظروف اندلاع الحرب العالمية الثانية على مستوى عمالة الجزائر.
فتم نزع قطعة أرض فلاحية غير مزروعة من أملاك علي بورنان تحمل «رقم المسح العقاري: 31» و«رقم المخطط العقاري: 20» وتبلغ مساحتها 230 م2 (2,476 قدم2).
كما تم نزع قطعة أرض فلاحية من أملاك سالم موحمو تحمل «رقم المسح العقاري: 35» و«رقم المخطط العقاري: 24» وتبلغ مساحتها 4,096 م2 (44,089 قدم2) مخصصة لزراعة الحبوب والتبغ.
وتم كذلك نزع قطعة أرض فلاحية من أملاك أخيه محمد موحمو تحمل «رقم المسح العقاري: 28» و«رقم المخطط العقاري: 25» وتبلغ مساحتها 6,096 م2 (65,617 قدم2) مخصصة لزراعة الحبوب.

## مواضيع ذات صلة
- علي بوسحاقي
- محمد دريش
- عبد الرحمن بوسحاقي
- محمد بويسري
- سالم موحمو
- إبراهيم بوسحاقي
- يحي بوسحاقي
- سيدي عبد الرحمان الثعالبي
- مسجد سيدي إبراهيم البحري
- سيدي أمحمد بن عبد الرحمان بوقبرين
- محمد بلحسين